# 早庆战
早庆战（早庆戦，Sōkeisen），在在庆应义塾大学也被称为庆早战（Keisōsen），是位于日本东京的两所私立大学早稻田大学和庆应义塾大学之间的大学竞争。早稻田大学与明治大学也有着密切的关系，两所大学之间的体育比赛被称为早明战（Someisen）。这种竞争可以追溯到棒球最初传入日本的明治时期（1868-1912）。